# Dialeto emiliano
O dialeto emiliano é, ao lado do romagnolo, uma das variedades linguísticas da língua emiliano-romanhola. É falado na região histórica da Emilia, na Itália setentrional, nas províncias de Placência, Parma, Reggio Emilia, Módena, Ferrara e parte da província de Bolonha.
Notam-se, contudo, diferenças dialetais dentro dessa variedade linguística nas diversas partes da Emilia-Romagna.
- Italiano: Il corvo aveva rubato da una finestra un pezzo di formaggio; appollaiato sulla cima di un albero, era pronto a mangiarselo, quando la volpe lo vide; era davvero affamata. (Fedro)
- Bolonhês: Al côrv l avêva rubè da una fnèstra un pzulén ed furmâi; apugè in vàtta a un âlber, l êra drî par magnèrel, quand la våulp al le vésst; l’avêva pròpi una gran sghéssa.
- Argentano: Al corv l'aveva ciavè da 'na fnèstra un còn ad furmai; pugè in vètta a 'n èrbul, l'ira dria a magneral, quènd la volp al vedd; l'ira purassè afameda.
- Carrarese: 'l corv i avev robat da 'na fnè 'n toc d' formai; sitat 'n t' la zima d' 'n alber, i er lì lì p'r magnars'l, ma po' la golpa i l'ha vist, al avev propi fama.
- Ferrarese: Al còrav l'eva rubà da na fnèstra un pcon ad furmaj; pugià ad sóra n'àrbul, l'era pront par magnàrsal, quànd la vòlp al l'ha vist; la gh'eva propria fam.
- Mantovano: Al crov l'eva rubà da 'na fnèstra 'n tòch ed formàj; pustà insìma a 'na pianta, l'éra prunt par magnàrsal, quand la vólp l'al vist; la gh'eva propria fàm.
- Casalasco e Viadanese (zonas limítrofes com o dialeto cremonese): Al còrv l'ìva rubà da 'na fnèstra 'n tòch ad formàj; pugià insìma a 'na pianta, l'éra lì lì par magnàrsäl, quand la vólp l'al véda; la gh'ìva propria fàm.

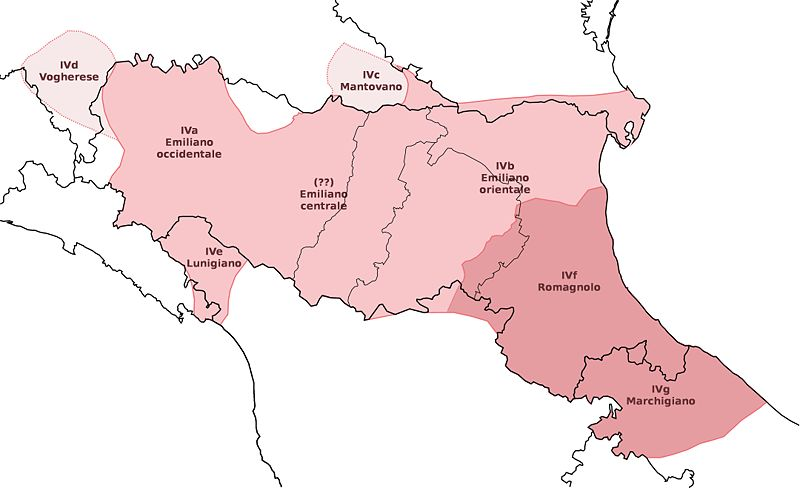
Distribuição de falantes de emiliano (em tom rosa claro) e de romagnolo (em tom rosa escuro).

- Modenese: Al còrv l'avìva rubê da 'na fnéstra un tòch ed furmàj; apolaiê in d'la żéma d'un èlber, l'éra lè lè da magnèrel, quànd la vôipa al vádd; l'éra di mòndi famèda.
- Finalese e zonas limítrofes (fronteira entre Módena e Ferrara): Al còrav l'iva rubà da na fnestra un pcon ad furmaj; pugià in vetta a n'arbul, l'era pront a magnarsal, quand la volp la l'ha vist; la gh'iva propria fàm.
- Parmigiano: Al còrv l'äva robè da 'na fnéstra 'n tòc äd formàj; pozè insìma a 'na piànta, l'éra lì lì par magnärsèl, quanda la vólpa l'al vèda; la gh'äva fàma dabón.
- Pavese: Al crov l'aviva rubà da una finestra un toc ad furmàg; pugià in s'la sima d'un'àlbra (d'una pianta) l'era lì par mangiàsal, quand la vulp al l'hà vist; la gh'aviva propi fàm (la gh'aviva dabón fàm).
- Piacentino: Al crov l'äva rubä da 'na finestra un toc ad furmäi; pugiä insima (também: insüma) a una pianta (também: un ärbul), l'era lé (também: lì) par mangiäl, quand la vulp al l'ha vist; la gh'äva dabon fam a bota.
- Reggiano: Al crōv l'îva rubê da 'na fnèstra un pès ed furmâj; pularê in sém'a un êlber, l'éra lé lé per magnêrel, quànd la vòulpa al vèd; la gh'îva prôpria la lóva.
- Guastallese e zonas limítrofes (ao norte da província de Reggio Emilia na fronteira com Mantovano): Al curnàch l'eva ciavà da na fnestra an toc ad furmai; pustà insèma a na pianta, l'era prunt par magnàsal, quand la vulp la l'à vest, la gh'èva dimondi fam.